# مفیستو (رمان)
مفیستو – داستان یک پیشرفت شغلی ششمین رمان کلاوس مان، نویسنده آلمانی-آمریکایی است که در سال ۱۹۳۶، زمانی که در آمستردام در تبعید به سر می‌برد، منتشر شد. در سال ۱۹۵۶، این رمان برای اولین بار در داخل آلمان، در برلین شرقی منتشر شد.
رمان مفیستو در واقع روایتی از کارنامه یک هنرپیشه آلمانی به نام گوستاف گروندگنس است که در رمان «هندریک هوفگن» نامیده شده‌است. مضمون افسانه فاوست در این رمان نقش پررنگی دارد: هوفگن وجدان خود را کنار گذاشته و در زمان حکمرانی آلمان نازی به بازیگری ادامه می‌دهد و تلاش می‌کند با راضی نگه داشتن مقامات حزب نازی، شغل و موقعیت اجتماعی ممتاز خود را حفظ کند.

## زمینه
کلاوس مان در مارس ۱۹۳۳ از آلمان گریخت و به تبعید رفت تا گرفتار آزار و اذیت سیاسی رژیم آدولف هیتلر نشود. او در آمستردام برای مجله‌ای به نام Die Sammlung کار می‌کرد که در مخالفت با ناسیونال-سوسیالیسم نازی‌ها مطلب چاپ می‌کرد. چنان‌که کلاوس مان در ۲۱ ژوئیه ۱۹۳۵ در نامه‌ای به مادرش نوشته، ظاهراً دوست و ناشر او در مجله، فریتز هلموت لندشوف، «پیشنهاد نسبتاً سخاوتمندانه» ای به مان داده و قرار شده که مان بابت نوشتن یک رمان، ماهانه دستمزد دریافت کند. مان ابتدا قصد داشت یک رمان اتوپیایی دربارهٔ آینده اروپا در ۲۰۰ سال بعد بنویسد اما این ایده را کنار گذاشت و گفت که نمی‌تواند در چنین مقطع حساسی از تاریخ، یک رمان غیرسیاسی بنویسد. هرمان کستن، نویسنده آلمانی، به مان پیشنهاد داد که رمانی دربارهٔ یک هنرمند فرصت‌طلب و همجنسگرا در آلمان نازی بنویسد که در واقع اشاره به گوستاف گروندگنس (مدیر تئاتر ملی در آلمان نازی) داشت.
در سال ۱۹۲۴، کلاوس مان، خواهرش اریکا مان، گروندگنس، و پاملا ودکیند، همه با هم در اجرای تئاتری بر اساس آنیا و اِستِر (اثر کلاوس مان) همکاری کرده و در شهرهای مختلف آلمان روی صحنه رفته بودند. گروندگنس و اریکا مان، و کلاوس مان و پاملا ودکیند، با هم نامزد کردند. اریکا و گروندگنس در سال ۱۹۲۶ ازدواج کردند اما سه سال بعد طلاق گرفتند و ودکیند هم یک سال بعد با نویسنده‌ای به نام کارل استرنهایم ازدواج کرد. گروندگنس و کلاوس مان، در اوایل دهه ۱۹۳۰ به جریان تئاتر به‌شدت چپ‌گرا تعلق داشتند و در ژانویه ۱۹۳۳ در شهرهای مختلف اسپانیا مشغول اجرای تئاتر بودند. وقتی در ۳۰ ژانویه ۱۹۳۳ هیتلر به صدراعظمی آلمان رسید، گروه تئاتر آنها در مادرید بود و کلاوس مان به گروندگنس اصرار کرد که به آلمان برنگردند اما گروندگنس توصیه مان را نادیده گرفت و نه‌تنها به آلمان برگشت بلکه به همکاری با رژیم نازی روی آورد، و مان هرگز دوست سابق خود را نبخشید. مان در سال ۱۹۳۴ به تبعید رفت و گروندگنس تبدیل به یک کارگردان مشهور تئاتر و سینما در آلمان نازی شد. هرچند مان در روزنامه‌ها علیه گروندگنس مطلب می‌نوشت اما در رمان مفیستو موضوع همجنس‌گرایی گروندگنس را مطرح نکرد چون خودش هم همجنس‌گرا بود و تصمیم گرفت «مازوخیسم سیاهپوستی» را به عنوان گرایش جنسی این شخصیت مطرح کند.
پس از انتشار این کتاب در سال ۱۹۳۶، روزنامه Pariser Tageszeitung آن را یک رمان کلیددار توصیف کرد. کلاوس مان از این توصیف ناخشنود شد و ادعا کرد که این رمان نه دربارهٔ یک فرد خاص، بلکه دربارهٔ یک تیپ از افراد نوشته شده‌است.

## پلات کلی
هنریک هوفگن، یک هنرپیشه تئاتر است که کار خود را از بازی در تئاتر هامبورگر کونستلر (تئاتر هنرمندان هامبورگ) در سال ۱۹۲۶ آغاز کرده و اکنون در سال ۱۹۳۶ به شهرت ملی رسیده‌است. هوفگن خبردار می‌شود که نازی‌ها به قدرت رسیده‌اند و نام او هم به خاطر سوابق کمونیستی‌اش در لیست سیاه آنهاست، بنابراین به پاریس می‌گریزد. همکار سابقش که زنی به نام آنجلیکا سیبرت است، به برلین سفر می‌کند تا لاتی فون لیندنتال، دوست‌دختر (و بعداً همسر) یکی از ژنرال‌های لوفت‌وافه را متقاعد کند تا هنریک هوفگن مورد عفو دولت قرار بگیرد. هوفگن به محض بازگشت به برلین موفق می‌شود حمایت لاتی و شوهرش ژنرال را به دست بیاورد و از این حمایت برای پیشرفت شغلی‌اش استفاده کند.
پس از گرفتن نقش مفیستو در تئاتر فاوست، هوفگن پی می‌برد که در واقع خود او هم با شیطان (نازیسم) معامله کرده و ارزش‌های انسانی‌اش را از دست داده‌است. هوفگن در بعضی موقعیت‌ها تلاش می‌کند به دوستانش کمک کند یا دربارهٔ دشواری‌های اردوگاه‌های تجمیع به نخست‌وزیر توضیح بدهد اما در عین حال همیشه مراقب است که حامیان نازی خود را از دست ندهد.

## شکایت حقوقی
پس از مرگ گروندگنس، پسرخوانده او به نام پیتر گورسکی، از ناشر رمان مفیستو در آلمان غربی شکایت کرد و دادگاه حکم به ممنوعیت انتشار این رمان داد که این حکم در سال ۱۹۶۸ به تأیید دادگاه عالی فدرال آلمان رسید.
در ۲۴ فوریه ۱۹۷۱، دادگاه قانون اساسی فدرال آلمان رأی داد که باید میان آزادی هنر (مطابق ماده ۵ بخش ۳ قانون اساسی آلمان) و حفظ حیثیت شخصی گروندگنس (ماده ۱ بخش ۱) تعادل برقرار شود. در این پرونده، دو نفر از قضات دادگاه قانون اساسی نظریه مخالف خود را نوشتند و یکی از نقاط عطف در تاریخ قضائی آلمان به‌شمار می‌رود.
با وجود این مسائل، رمان مفیستو همچنان با چاپ اولش در آلمان شرقی در دسترس بود و امکان واردات آن وجود داشت. در سال ۱۹۸۱، انتشارات Rowohlt این رمان را در آلمان غربی منتشر کرد. چون حکم صادره در سال ۱۹۶۸ تنها مربوط به یک چاپ از رمان بود و پسرخوانده گروندگنس علیه انتشارات Rowohlt شکایتی نکرد، رمان مفیستو همچنان در دسترس است.

## خلاصه داستان
نخست‌وزیر پروس تولد ۴۳ سالگی خود را در سال ۱۹۳۶ در خانه اپرای برلین جشن می‌گیرد. مهمانی به قدری باشکوه و مجلل است که مهمانان خارجی حیرت کرده‌اند. وزیر پروپاگاندا وارد سالن جشن می‌شود و حضور او سروصدای زیادی به پا می‌کند. اطراف او را فضای سردی احاطه کرده‌است. او علیرغم لنگ‌بودن یکی از پاهایش، مستقیماً به سمت کارگردان تئاتر دولتی، هندریک هوفگن، می‌رود. اگرچه او از این مرد ۳۹ ساله متنفر است، اما اجازه می‌دهد که در حال گفتگو با او از آنها عکس بگیرند. نخست‌وزیر برای اینکه مطمئن شود استقبال خوبی از او می‌شود، با تأخیر همراه با همسرش لاتی لیندنتال وارد مهمانی می‌شود.
داستان به اواسط دهه ۱۹۲۰ بازمی‌گردد، هنگامی که هندریک هوفگن، اتو اولریخ و هانس میکلاس در تئاتر هامبورگر کونستلر (تئاتر هنرمندان هامبورگ) مشغول فعالیت هستند. هوفگن در این تئاتر به بازیگری و کارگردانی مشغول است و دوست او، اتو اولریخ، مدام در حال برنامه‌ریزی برای یک «تئاتر انقلابی» است. تئاتر هامبورگر کونستلر اولین پله در نردبان ترقی شغلی هوفگن است. او روزی ۱۶ ساعت تئاتر کار می‌کند و اغلب دچار حمله هیجانی و عصبی می‌شود. او خود را از همکارانش برتر می‌پندارد. وقتی یک بازیگر تئاتر اهل برلین به نام دورا مارتین به عنوان بازیگر مهمان به آنها می‌پیوندد، هوفگن در اتاق رختکن دورا پنهان می‌شود و هرچند بازی او را ندیده اما به او تبریک می‌گوید. هانس میکلاس که هوادار حزب ناسیونال سوسیالیست کارگران آلماناست از دورا بدگویی می‌کند چون یهودی‌تبار است. هوفگن در میخانه‌ای در هامبورگ، با زنی به نام ژولیت مارتینز آشنا می‌شود که پدرش آلمانی و مادرش آفریقایی است و به همین خاطر پوست تیره دارد. ژولیت به هوفگن رقص می‌آموزد و معشوقه او می‌شود.
گروه تئاتر در حال تمرین نمایشنامه «بیداری بهاری» اثر فرانک ودکیند هستند. هوفگن با همکارانش برخورد ظالمانه و بدی دارد. یک روز بعدازظهر تمرین را به خاطر کلاس رقصش تعطیل می‌کند. ژولیت تنها کسی است که اجازه دارد هوفگن را هاینز صدا بزند و حتی خانواده او هم چنین اجازه‌ای ندارند. همکار هوفگن، نیکولتا فون نیبور، او را به باربارا بروکنر (دختر گیمرات بروکنر) معرفی می‌کند و هوفگن را تشویق می‌کند که دل باربارا را به دست بیاورد. هوفگن در این کار موفق می‌شود و این دو خیلی زود ازدواج می‌کنند و ماه عسل خود را در کنار دریاچه‌های باواریا می‌گذرانند. نیکولتا به آنها می‌پیوندد و نویسنده‌ای عجیب و غریب به نام تئوفیل ماردر هرروز به او سر می‌زند. دو هفته پس از بازگشت آنها، هندریک دوباره ژولیت را ملاقات می‌کند.
در سال ۱۹۲۸، هوفگن در یک تئاتر کمدی در وین روی صحنه می‌رود. او بر اساس توصیه دورا مارتین، گیمرات بروکنر و تئوفیل ماردر این نقش را به دست آورده‌است. هوفگن پس از مشاجره با هانس میکلاس، چون لاتی لیندنتال را «گاو بلوند» نامیده، تئاتر هامبورگر را ترک می‌کند. با حمایت دورا مارتین، هوفگن در تئاتر دولتی برلین نقشی به دست می‌آورد و کارنامه حرفه‌ای خود را از نو می‌سازد. دستمزدش سه برابر می‌شود و در تالار موسیقی برنامه اجرا می‌کند. او یک هفته را در رایش کانزلرپلاتس (صدارت اعظم رایش) می‌گذراند و رانندگی یادمی‌گیرد. گیمرات بروکنر و دخترش باربارا کمتر و کمتر به برلین می‌آیند و از هوفگن فاصله می‌گیرند.
هوفگن در گوشه‌ای دورافتاده از برلین، اتاقی برای ژولیت اجاره می‌کند و در طول هفته به او سر می‌زند. در سال ۱۹۳۲، به مناسبت صدمین سال درگذشت یوهان ولفگانگ فون گوته، تئاتر فاوست در برنامه اجرای قرار گرفته‌است. هوفگن در این نمایش نقش مفیستو (شیطان) را بازی می‌کند که به موفق‌ترین نقش او تبدیل می‌شود. هوفگن به سختی باور می‌کند که نازی‌ها به قدرت دست یافته‌اند اما در ۳۰ ژانویه ۱۹۳۳، هیتلر به صدراعظمی رایش می‌رسد. هوفگن در این مقطع در حال فیلمبرداری یک فیلم در مادرید است. دورا مارتین به آمریکا مهاجرت می‌کند. وقتی فیلمبرداری در اسپانیا تمام می‌شود، هوفگن به آلمان برنمی‌گردد و به پاریس می‌رود چون به او هشدار داده‌اند که در لیست سیاه نازی‌هاست. پس از آنکه همکار سابقش در هامبورگ، آنجلا سیبرت، توصیه او را به لاتی لیندنتال می‌کند، لاتی تصمیم می‌گیرد که هوفگن را به عنوان پارتنرش در اولین بازی‌اش در تئاتر ملی برلین انتخاب کند. هوفگن بنابراین تحت حفاظت نخست‌وزیر قرار می‌گیرد و به آلمان بازمی‌گردد. نمایش فاوست باز هم در لیست برنامه‌های تئاتر ملی قرار گرفته. هوفگن به لاتی می‌گوید که دوست دارد نقش مفیستو را بازی کند و لاتی هم موفق می‌شود این نقش را به او بدهد. هوفگن با کمک حامی‌اش در دولت نازی، ترتیب آزادی اتو اولریخ را می‌دهد که نازی‌ها بابت عقاید کمونیستی‌اش او را به یک اردوگاه تجمیع فرستاده بودند. هوفگن اولریخ را قانع می‌کند که در تئاتر ملی مشغول کار شود. در همین حال، هانس میکلاس احساس می‌کند اعضای حزب نازی به او خیانت کرده‌اند چون این حزب کمکی به حل مشکلات آلمان نکرده‌است.
هوفگن نمی‌خواهد که نازی‌ها به رابطه او با یک ژولیت سیاه‌پوست پی ببرند و ژولیت را وادار می‌کند که به پاریس برود. ژولیت حاضر نمی‌شود و هوفگن که چاره دیگری پیش روی خود نمی‌بیند، اجازه می‌دهد ژولیت را دستگیر کنند. در زندان هوفگن به ژولیت می‌گوید که او را به پاریس خواهد فرستاد و از او حمایت مالی خواهد کرد. در سال ۱۹۳۴، باربارا هوفگن را طلاق می‌دهد. او هم در پاریس زندگی می‌کند. نیکولتا از شوهرش جدا می‌شود و به برلین بازمی‌گردد تا بازیگری را ادامه بدهد. او در کنار هوفگن مشغول کار می‌شود. نخست‌وزیر و وزیر پروپاگاندا بر سر انتخاب کارگردان جدید برای تئاتر ملی بحث و جدل می‌کنند. نخست‌وزیر می‌خواهد هوفگن این سمت را داشته باشد و وزیر پروپاگاندا مخالف است اما نهایتاً تسلیم می‌شود. هوفگن سمت سزار فون ماک را می‌گیرد و فون ماک را به عنوان رئیس آکادمی شعر معرفی می‌کنند. در پاریس، فون ماک به معشوقه سیاهپوست هوفگن برمی‌خورد. از سر انتقام‌گیری، این رابطه را لو می‌دهد. پیشوا هوفگن را برای گفتگویی کوتاه در این باره احضار و او را توبیخ می‌کند و گمان می‌کند مسئله حل شده‌است.
هوفگن ویلای بزرگی در محله گرونوالد برلین می‌خرد و خواهر و پدر و مادرش را به برلین فرا می‌خواند. او سپس با نیکولتا ازدواج می‌کند تا به شایعات موجود دربارهٔ رابطه‌اش با یک زن سیاهپوست پایان دهد. اولریخ باز هم به سراغ محافل کمونیستی زیرزمینی رفته و حالا می‌داند که هوفگن فقط برای شهرت خود زندگی می‌کند. اولریخ یک بار دیگر دستگیر می‌شود. هوفگن از نخست‌وزیر درخواست کمک می‌کند اما او به هوفگن توضیح می‌دهد که دیگر نمی‌تواند کمکی بکند و هوفگن هم دیگر نباید در این باره حرفی بزند.
هوفگن نقش جدیدش در نمایش هملت را ضعیف اجرا می‌کند و به شدت از احساس ناتوانی رنج می‌برد. افتتاحیه این تئاتر بسیار موفق است و مورد ستایش منتقدان قرار می‌گیرد. بینندگان دیگر توانایی‌های هنری هوفگن را ارزیابی نمی‌کنند بلکه بیشتر به رابطه او با قدرت توجه دارند. در پایان رمان، هوفگن در کنار مادرش فرو می‌شکند. مادرش می‌داند که پسرش مبتلا به حملات عصبی است اما از حالات او متوجه می‌شود که وضع روحی نامساعد او ریشه عمیق‌تری دارد.

## اقتباس‌ها
در سال ۱۹۸۱، فیلمی به همین نام با کارگردانی ایستوان سابو ساخته شد که فیلمنامه آن را پیتر دوبای و سابو نوشته‌اند. این فیلم به‌طور کلی نقدهای مثبتی دریافت کرد و اولین فیلم مجارستانی بود که برنده جایزه اسکار بهترین فیلم خارجی شد.